# George Ulise Negropontes
George Ulise Negropontes (8 noiembrie 1871, Galați- 5 ianuarie 1945, București), a fost un mare latifundiar, industriaș și comerciant român de origine greacă, care s-a făcut remarcat după Primul Război Mondial prin suportul oferit construcției Mausoleului de la Mărășești.

## Familia
A fost descendent al unei familii boierești de origine greacă, având ca proveniență insula Chios (insula Eubeea, după o altă sursă). Fugiți de turci în perioada 1821-1822, asociată cu Masacrul din Chios, membrii familiei s-au refugiat mai întâi la Constantinopol și de aici la nord de Dunăre, primul venit fiind pe la 1840-1848 Jean Negropontes. Acesta a cumpărat case la Brăila și Constanța, iar fiul său, Jean Ulise Negropontes, a fost armator și și-a pus flota la dispoziția României, în timpul Războiului de Independență.
Jean Ulise Negropontes a cumpărat o moșie la Mărășești, de la boierul Catargiu, precum și moșiile Grozești și Afumați, totalul averii sale funciare ridicându-se astfel la 42.000 de hectare. S-a căsătorit cu fiica Sophie a unui consilier și în același timp bancher al sultanului de la Constantinopol, Gheorghe Zarafi și, împreună au avut patru copii: Catina (născută la Constantinopol în 1870), George Ulise (mort în 1945), Elena (1879-1953) și Jean.
Catina s-a căsătorit cu Hector Economus, fondator împreună cu socrul Jean Ulise și cu cumnatul său George Ulise, al fabricii de zahăr de la Mărășești (printre marii acționari găsindu-se și bancherul Chrissoveloni). Elena s-a căsătorit cu generalul Eremia Grigorescu. Cei doi s-au cunoscut la Onești în perioada în care generalul comanda apărarea Oituzului și și-a avut Cartierul General într-o casă de a lui Negropontes, Elena Negropontes devenind cea de-a doua sa soție. Cel de-al patrulea frate Jean, după un accident de călărie avut în copilărie, a rămas în îngrijirea rudelor sale.

## Perioada antebelică
În 1897 numele lui George Ulise s-a regăsit pe actul de fondare al fabricii de zahăr de la Mărășești. La moartea bătrânului Jean Ulise, cel de-al doilea născut al său – George Ulise – a moștenit în anul 1914 moșiile de la Mărășești și Afumați, precum și casele din Brăila și Constanța. La Mărășești, proprietatea funciară Negropontes era în 1904 de 6158 de hectare. În anul 1906, George Ulise deținea deja în zona Mărășeștiului două mori de apă și două cu aburi, precum și din 1908 o fabrică de materiale de construcții. A investit de asemenea în fabrica de parchete din zona de sud a orașului, precum și în fabrica de produse chimice și de sticlă.
În anii 1920-1921 George Ulise fost primar al Mărășeștiului, calitate în care a primit ca și reprezentant al localității în 1920 de la delegația franceză condusă de către generalului Joffre, Crucea de Război atribuită orașului Mărășești.
Pasionat de cai de rasă, George Ulise a deținut o herghelie. S-a căsătorit cu Haricleea Scanavi, cu care a avut patru copii: Ulise, Theodor și o pereche de gemeni, Vania și Zizica. Ulise a ajuns avocat și s-a căsătorit cu Sanda Tătărescu, fiica premierului Gheorghe Tătărescu.

## Marele Război
În anii Primului Război Mondial, Negropontes deținea peste 42.000 de hectare de pământ. Aici, arhitectul italian Giovanni Culluri construise conacul care avea să ia numele lui Negropontes. Palatul Negropontes de la Mărășești domina satul și deoarece regiunea era viticolă, clădirea avea o pivniță care se putea ușor transforma în adăpost pentru garnizoană.
La 22 iulie 1917 în timp ce trupele Puterilor Centrale au ajuns lângă Mărășești la halta de cale ferată Siret, trupele ruse s-au repliat la 200 de m de sat, în porumbul lui Negropontes.
Pe pământul latifundiarului s-au dat lupte intense. Soldații Regimentului 51/52 Infanterie au fost inițial îngropați în viile sale, ulterior aceștia fiind reînhumați în Mausoleul de la Mărășești. De asemenea, devenit sediu al comandanților germani ai operațiunilor militare, palatul Negropontes a fost bombardat de către artileria română, însuși Negropontes remarcându-se prin faptul că a aprobat bombardarea comandamentului german încartiruit pe proprietatea sa, în conac.

## Epoca interbelică
În 1920, George Ulise Negropontes a donat Societății Naționale a femeilor Ortodoxe Române terenul de 20 de hectare pe care a fost construit Mausoleul de la Mărășești, precum și suma 50.000 lei în aur, sumă care avea să fie folosită la ridicarea mausoleului. Francezii l-au decorat ulterior cu Legiunea de Onoare.
După reforma agrară din 1921 care a redus moșia de la Mărășești (în 1928 aceasta mai avea numai 451 de hectare ), în 1924 Negropontes s-a retras la București. Cu toate acestea, în 1935 a devenit principalul asociat la Cooperativa de Aprovizionare, Producție și Desfacere a Produselor Agricole Mărășești.
Ca filantrop, acesta a finanțat în perioada 1926-1932 restaurarea bisericii Sfânta Sofia de pe malul lacului Floreasca, din București și i-a donat acesteia terenul din jur, acesta primind ca hram numele pe care îl avea soția sa. Aceasta își doarme aici somnul de veci, împreună cu Negropontes.

## Ultimul război
În 1940, Negropontes a contribuit cu o cotizație de 50.000 de lei pentru procurarea armamentului necesar apărării antiaeriene a orașului.
În 1945, după moartea sa, moșia de la Mărășești a fost redusă la 50 de hectare, după 1945 familia fiind deposedată de orice avere îi  mai rămăsese. Gemenii, împreună cu mama lor Haricleea care trăia în anturajul familiei regale, au luat calea exilului.
De fostul castel Negropontes astăzi nu mai amintește decât fosta cabană a paznicului de la intrarea în domeniul Negroponte, care în prezent se află în Parcul Joffre și găzduiește biblioteca orășenească.